# Lisbon (condado de Grafton)
Lisbon es un lugar designado por el censo ubicado en el condado de Grafton en el estado estadounidense de Nuevo Hampshire. En el Censo de 2010 tenía una población de 980 habitantes y una densidad poblacional de 112,98 personas por km².

## Geografía
Lisbon se encuentra ubicado en las coordenadas 44°12′42″N 71°54′35″O / 44.21167, -71.90972. Según la Oficina del Censo de los Estados Unidos, Lisbon tiene una superficie total de 8.67 km², de la cual 8.4 km² corresponden a tierra firme y (3.19%) 0.28 km² es agua.

## Demografía
Según el censo de 2010, había 980 personas residiendo en Lisbon. La densidad de población era de 112,98 hab./km². De los 980 habitantes, Lisbon estaba compuesto por el 97.76% blancos, el 0.31% eran afroamericanos, el 0.1% eran amerindios, el 0% eran asiáticos, el 0% eran isleños del Pacífico, el 0.41% eran de otras razas y el 1.43% pertenecían a dos o más razas. Del total de la población el 1.22% eran hispanos o latinos de cualquier raza.